# Pingasa interrupta
Pingasa interrupta är en fjärilsart som beskrevs av W. Warren 1901. Pingasa interrupta ingår i släktet Pingasa och familjen mätare. Inga underarter finns listade i Catalogue of Life.